# Juan Carlos de la Rosa
Juan Carlos de la Rosa (Puerto Vallarta, Jalisco, 23 de enero de 1990) es un futbolista mexicano que juega en el Deportivo Tepic de la Liga de Ascenso de México.

## Historia
Fue inscrito en la Segunda división en 2007 para disputar el campeonato de Apertura con el club Rayados de Segunda División. Jugó 9 partidos en los que únicamente anotó un gol. En la liguilla sólo jugó un partido, sin marcar, que lo llevó a que jugara en la Tercera división, disputando dos partidos en los que contribuyó con un tanto.
Para el torneo Clausura 2008 regresó a Segunda división. En los 14 partidos que disputó anotó 4 goles y posteriormente, en la liguilla, marcó otros dos goles en cuatro partidos. Esto llamó la atención de Gerardo “El shagy” Jiménez, que para el siguiente torneo contó con él para jugar con Rayados en la categoría Primera “A”.
En el campeonato de Apertura 2008 parecía que Juan Carlos iba a cumplir su sueño de debutar en Primera división, pero ya no fue el mismo. Disputó 6 partidos en los que no consiguió anotar ningún gol. Gerardo “El shagy” Jiménez le dio otra oportunidad para el torneo Clausura 2009, en el que jugaría 5 encuentros y tampoco conseguiría anotar. 
La ficha federativa de Juan Carlos de la Rosa está inscrita en Segunda división, a la espera de una nueva oportunidad en Primera.
Actualmente dirige al equipo campeón de Puerto Vallarta llamado Tritones Vallarta MFC

## Clubes
| Club                     | País   | Año             |
| ------------------------ | ------ | --------------- |
| Club de Fútbol Monterrey | México | 2007 - 2014     |
| Deportivo Tepic          | México | 2014 - Presente |